# 国分盛行
国分盛行（こくぶんもりゆき、生没年不明）は、室町時代に日本の陸奥国宮城郡にいた国分氏の第11世とされる武士である。伊達成宗と三度戦ってから和睦し、禅に傾倒して曹洞宗の寺院を創建・修理した。
国分氏は南北朝時代から戦国時代末まで宮城郡南部にいた一族である。盛行の名は江戸時代に佐久間義和が編纂した「平姓国分氏系図」に現れるが、古内氏蔵の系図にはない。佐久間編の系図によれば、盛行の父は国分盛定。黒川氏基の女を娶って、息子に国分盛綱、盛隆、竹之助、盛詮がおり、娘は二人いてそれぞれ黒川氏房と下野宗則の妻になった。
彦五郎右馬助と名乗り、従五位下または従六位下、修理亮を称した。系図は応永28年（1421年）に国分で生まれ、明応2年（1493年）12月8日に年73で死んだとするが、後述のように年代には疑問がある。
系図によれば、「幼にして頴悟、博く経史を究め善く文詩に属し」、民は悦んで服した。伯父の国分盛忠に嗣子がなかったため、その養子になった。永享9年（1437年）に盛忠が死ぬと、後を継いだ。まだ若年のため、実父の盛定が政務をとった。
禅宗に帰依して応永年（1394年から1427年）の末に七北田にある洞雲寺を修理し、寛正年（1460年から1465年）中に洞雲寺から実底和尚を招いて小泉村中目に保寿寺を創建した。これが国分氏の牌寺となった。洞雲寺は応永7年（1400年）に国分盛行の援助で曹洞宗の寺として復興したと伝えられ、保寿寺がその末寺で国分氏の菩提寺であったことも確かである。しかし、洞雲寺の創建にせよ修理にせよ、系図の生没年とは矛盾するようである。
また、真偽定かではないが同系図によれば、宝徳元年（1449年）3月に、将軍足利義政から宮城郡・名取郡・黒川郡の主政に補せられた。そして応仁元年（1467年）、文明2年（1470年）8月18日、文明4年（1472年）11月と、三度にわたって伊達成宗と交戦したが、後に和睦した。文明12年（1480年）に後を子の盛綱に譲り、小泉村に別業（別荘）を作って移り住んだという。